# Зелёное (Кривой Рог)
Зелёное (укр. Зелене) — исторический район Кривого Рога, бывший посёлок городского типа Криворожского городского совета. В 2002 году включён в городскую черту Кривого Рога.
Бывший код КОАТУУ — 1211066300. Население по данным 1985 года составляло 1,5 тысяч человек.

## Географическое положение
Посёлок городского типа Зелёное находится на правом берегу реки Ингулец,
выше по течению на расстоянии в 2,5 км расположено село Стародобровольское (Широковский район),
ниже по течению на расстоянии в 1 км расположен город Кривой Рог (исторический район Ингулец),
на противоположном берегу — село Ингулец (Широковский район).

## История
- 1937 — присвоен статус посёлка городского типа.
- 3 марта 1944 года войска 8-й гвардейской армии освободили от немецких оккупантов посёлок Зелёное. Погибшие советские воины были похоронены в братской могиле.
- В 1955 году из других захоронений в братскую могилу были перезахоронены воины, погибшие при освобождении посёлка Зелёное.
- 2002 — посёлок присоединён к городу Кривой Рог.

## Объекты социальной сферы
- Школа.

## Достопримечательности
- Братская могила советских воинов.